# Presidente da Comissão de Defesa Nacional da Coreia do Norte
O presidente da Comissão de Defesa Nacional da Coreia do Norte é o comandante supremo das forças armadas da República Popular Democrática da Coreia, constituindo-se como o mais importante e poderoso cargo do governo da Coreia do Norte. De acordo com a lei, o presidente é a "mais alta autoridade administrativa", tendo o cargo sido confirmado a 5 de setembro de 1998 como o "mais alto cargo do Estado". A Assembleia Popular Suprema elege o presidente da Comissão para um período de cinco anos. A eleição ocorre imediatamente a seguir à eleição de uma nova Assembleia Popular.
O primeiro presidente foi Kim Jong-il, eleito inicialmente a 9 de abril de 1993, numa eleição em que concorreu sem oposição. Foi subsequentemente reeleito em 1998, 2003 e 2009.

## Autoridade e posição legal e constitucional
Existe um debate sobre se o "mais alto cargo do Estado" deverá ser considerado como equivalente a chefe de Estado. Kim Il-sung, o falecido líder da Coreia do Norte, foi declarado Presidente eterno da República, mas aparentemente o cargo é mais uma faceta do seu extenso culto de personalidade. O presidente do Presídio da Assembleia Popular Suprema, que trata das funções diplomáticas normais de um chefe de Estado, é também por vezes considerado o chefe de Estado. As estipulações constitucionais norte-coreanas são por vezes pouco claras para observadores exteriores, sendo difícil avaliar a posição oficial do presidente da Comissão de Defesa Nacional. Contudo, o presidente é legal e na prática o membro mais poderoso do governo da Coreia do Norte.

## Presidente da Comissão de Defesa Nacional
| Nº | Presidente da Comissão de Defesa Nacional | Presidente da Comissão de Defesa Nacional | Início do mandato  | Fim do mandato         | Partido                             |
| -- | ----------------------------------------- | ----------------------------------------- | ------------------ | ---------------------- | ----------------------------------- |
| 1  | Kim Jong-il                               |                                           | 9 de abril de 1993 | 17 de dezembro de 2011 | Partido dos Trabalhadores da Coreia |